# Heysham kärnkraftverk
Heysham kärnkraftverk består av fyra kärnreaktorer i två separata block, Heysham-1 och Heysham-2, av typen AGR/GCR (gaskyld med koldioxid).

## Allmänt
Reaktortypen AGR, Advanced Gas-cooled Reactor (avancerad gaskyld reaktor) kännetecknas bland annat av att den har en reaktorkärna av grafit som moderator, och att den är gaskyld med koldioxid som kylmedel. Grafit är i vissa avseenden en bättre moderator än vatten (lättvatten, "vanligt vatten"), vilket gör att bränslet kan ha en jämförelsevis låg anrikning på 2,2 - 2,7 %. Gastemperaturen vid utloppet från reaktorn är 619 °C som via en ånggenerator ger överhettad ånga som vid högtrycksturbinens inlopp har en temperatur på 538 °C och tryck på 167 bar. Detta är i kärnkraftssammanhang goda ångdata, vilket medger en termisk verkningsgrad på över 40 %.
Moderatorn av grafit degraderas på olika sätt, bland annat dimensionsförändringar på grund av neutronbestrålning samt kemiska reaktioner med kylmedlet koldioxid. Detta kombinerat med att det visat sig praktiskt ogörligt att renovera grafitmoderatorn gör att reaktortypen har en begränsad livslängd. Genom förfinade metoder för inspektion och analys har i flera fall planerat slutdatum kunnat senareläggas.
Till exempel beslöts i mars 2023 baserat på inspektioner utförda 2022 att låta Heysham 1 och Hartlepool vara i drift ytterligare 2 år, till 2026 istället för tidigare angivna 2024.

### Heysham-1
Heysham A1 och A2 byggstartade 1 december 1970 och togs i drift 1 april 1989. Reaktorerna är på 485+575 MWe. Stängning planeras till år 2026.

### Heysham-2
Heysham B1 och B2 byggstartade 1 augusti 1980 och togs i drift 1 april 1989. Reaktorerna är på 620+620 MWe. Stängning planeras till år 2030.

## Reaktorer
| Station     | Typ     | Netto- effekt | Byggstart  | Första kritikalitet | Första nätanslutning | Kommersiell drift | Stängning |
| ----------- | ------- | ------------- | ---------- | ------------------- | -------------------- | ----------------- | --------- |
| Heysham A-1 | AGR/GCR | 485 MWe       | 1970-12-01 | 1983-04-06          | 1983-07-09           | 1989-04-01        | 2026      |
| Heysham A-2 | AGR/GCR | 575 MWe       | 1970-12-01 | 1984-06-03          | 1984-10-11           | 1989-04-01        | 2026      |
| Heysham B-1 | AGR/GCR | 620 MWe       | 1980-08-01 | 1988-06-23          | 1988-07-12           | 1989-04-01        | 2030      |
| Heysham B-2 | AGR/GCR | 620 MWe       | 1980-08-01 | 1988-11-01          | 1988-11-11           | 1989-04-01        | 2030      |